# اوکسانا سریکووا
اوکسانا سریکووا (اوکراینی: Оксана Серікова؛ زادهٔ ۱۱ ژوئن ۱۹۸۵) ورزشکار ورزش شنا اهل اوکراین است.